# Quercus elevaticostata
Quercus elevaticostata là một loài thực vật có hoa trong họ Cử. Loài này được (Q.F.Zheng) C.C.Huang miêu tả khoa học đầu tiên năm 1992.

## Hình ảnh